# Acritus nepalensis
Acritus nepalensis är en skalbaggsart som beskrevs av Yves Gomy 1976. Acritus nepalensis ingår i släktet Acritus och familjen stumpbaggar. Inga underarter finns listade i Catalogue of Life.